# Constructo social
Una construcción social, constructo social o constructo político es una entidad institucionalizada o un artefacto que no existe en la naturaleza pero que ha sido "inventado" o "construido" por participantes de una cultura o sociedad particular a partir de la realidad material para facilitar la interrelación entre sus integrantes. La existencia de un constructo social se da porque la gente accede a comportarse como si existiera, como si tal acuerdo o reglas convencionales existieran.  
La formulación del constructo social parte de la obra de Peter L. Berger y Thomas Luckmann titulada La construcción social de la realidad, una obra inspirada en las ideas expresadas en los primeros escritos de Karl Marx, Émile Durkheim y George Herbert Mead. Del libro de Berger y Luckmann el construccionismo social alcanzó mayor prominencia. El construccionismo social es una escuela de pensamiento que se dedica a detectar y analizar las construcciones sociales.